# Nephelodes subdolens
Nephelodes subdolens är en fjärilsart som beskrevs av Walker 1856. Nephelodes subdolens ingår i släktet Nephelodes och familjen nattflyn. Inga underarter finns listade i Catalogue of Life.